# Gmina Środa Wielkopolska
Die Gmina Środa Wielkopolska (deutsch Schroda) ist eine Stadt-und-Land-Gemeinde im Powiat Średzki der Woiwodschaft Großpolen in Polen. Ihr Sitz ist die gleichnamige Stadt mit etwa 26.700 Einwohnern.

## Geographie
Die Gemeinde liegt in der Mitte der Woiwodschaft und 20 Kilometer südöstlich der HauptstadtPosen. Nachbargemeinden sind Kleszczewo im Nordwesten, Kostrzyn im Norden, Dominowo im Nordosten, Miłosław im Osten, Krzykosy im Süden, Zaniemyśl im Südwesten und Kórnik im Westen.

## Geschichte
Die Stadt Środa erhielt 1967 den Zusatz Wielkopolska (Großpolnisch). Die Landgemeinde Środa Wielkopolska wurde 1973 wieder gebildet. Stadt- und Landgemeinde gehörten von 1975 bis 1998 zur verkleinerten Woiwodschaft Posen. Der Powiat war in dieser Zeit aufgelöst. Die Gemeinden wurden 1990/1991 zur Stadt-und-Land-Gemeinde zusammengelegt. Zum 1. Januar 1999 wurde die Woiwodschaft Großpolen neu und der Powiat Średzki wieder gebildet.

## Gliederung
Die Stadt-und-Land-Gemeinde (gmina miejsko-wiejska) Środa Wielkopolska besteht aus der Stadt selbst und einer Reihe von Dörfern und kleineren Ortschaften, die in 34 Schulzenämtern (sołectwa) zusammengefasst sind. Sie hat eine Fläche von 207,4 km² und nahezu 33.000 Einwohner. Die amtlichen deutschen Namen (1815–1918 und 1939–1945) wurden nach dem Überfall auf Polen 1939 und 1906 in Teilen eingedeutscht:
| Name                  | deutscher Name (1815–1918)           | deutscher Name (1939–1945)          |
| --------------------- | ------------------------------------ | ----------------------------------- |
| Annopole              | Annakolonie                          | Annakolonie                         |
| Babin                 | Babin                                | Frauenhof                           |
| Bieganowo             | Bieganowo                            | Laufenstedt                         |
| Brodowo               | Brodowo                              | Reichstedt                          |
| Brzeziak              | Vorwerk Brzeziak                     | Birkau                              |
| Brzezie               | Brzezie 1910–18 Bresche              | Bresche                             |
| Brzeziny              | Vorwerk Brzeziny                     | Birkenfelde                         |
| Chocicza              | Chocicza                             | Eulenhorst                          |
| Chudzice              | Chudzice 1910–18 Kahlhorst           | Kahlhorst                           |
| Chwałkowo             | Marthashagen                         | Marthashagen                        |
| Czarne Piątkowo       | Czarnepiontkowo                      | Pontkau                             |
| Czartki               | Czartki                              | Elende                              |
| Dębicz                | Gut Dembicz                          | Eichwalde                           |
| Dębiczek              | Dembicz 1906–18 Kolonie Dembicz      | Eichwarte                           |
| Gajówka               | Forsthaus Podgaj                     | Forsthaus Kleinhagen                |
| Grójec                | Grujec                               | Grundhofen                          |
| Henrykowo             | Henrykowo 1908–18 Hedingen           | Hedingen                            |
| Janowo                | Janowo                               | Hanstedt                            |
| Januszewo             | Januszewo 1906–18 Jahnsfeld          | Jahnsfeld                           |
| Jarosławiec           | Jaroslawiec                          | Hermannsdorf                        |
| Kijewo                | Kijewo                               | Stockheim                           |
| Koszuty               | Koszuty                              | Körber                              |
| Koszuty-Huby          | Kolonie Koszuty                      |                                     |
| Lorenka               | Vorwerk Lerchenfeld                  | Lerchenfeld                         |
| Mączniki              | Moncznik 1906–18 Montschnik          | Montschau                           |
| Marcelino             | Marcelino                            |                                     |
| Marianowo Brodowskie  | Vorwerk Marianowo                    | Marienfelde                         |
| Nadziejewo            | Nadziejewo                           | Hoffnungstal                        |
| Nietrzanowo           | Nietrzanowo                          | Nienstedt                           |
| Nowe Miasto nad Warta | Nowe Miasto nad Warta                | Neustadt a/W                        |
| Olszewo               | Olszewo                              | Erlau                               |
| Pętkowo               | Pentkowo                             | Fesselsdorf                         |
| Pierzchnica           | Pierzschno 1906–18 Kolonie Pierschno |                                     |
| Pierzchno             | Pierschno                            | Reinkingshofen                      |
| Pławce                | Plawce 1906–18 Klingenburg           | Klingenburg                         |
| Podgaj                | Vorwerk Podgaj                       | Kleinhagen                          |
| Połażejewo            | Polazejewo                           | Pfohlsheim                          |
| Ramutki               | Ramutki                              | Elisenhof                           |
| Romanowo              | Romanowo                             | Petersdorf                          |
| Rumiejki              | Adlig Rumiejki                       | Rotenbach                           |
| Ruszkowo              | Ruszkowo 1906–18 Ruschkowo           | Ruschkau                            |
| Słupia Wielka         | Slupia 1906–18 Groß Slupia           | Bleckersdorf                        |
| Staniszewo            | Staniszewo                           | Rehfelde                            |
| Starkowiec Piątkowski | Starkowiec                           | Mühsal                              |
| Strzeszki             | Strzeszki 1906–18 Rübenfelde         | Rübenfelde                          |
| Szlachcin             | Slachcin                             | 1939–43 Adelstett 1943–45 Adelstätt |
| Szlachcin-Huby        | Kolonie Slachcin                     |                                     |
| Tadeuszowo            | Tadeuszowo                           | Heinrichsaue                        |
| Topola                | Topola                               | Pappeln                             |
| Trzebisławki          | Trebisheim                           | Trebisheim                          |
| Turek                 | Vorwerk Turek                        | Turnau                              |
| Ulejno                | Ulejno                               | Deutschwehr                         |
| Urniszewo             | Vorwerk Urniszewo                    | Wildwerder                          |
| Winna Góra            | Winnagura 1906–18 Winnagora          | Winnenberg                          |
| Włostowo              | Wlostowo                             | Gießendorf                          |
| Żabikowo              | Zabikowo 1906–18 Heickerode          | Heickerode                          |
| Zdziechowice          | Zdziechowice 1906–18 Meienfelde      | Meienfelde                          |
| Zielniczki            | Zielnik 1906–18 Schellendorf         | Schellendorf                        |
| Zielniki              | Gut Zielnik                          | Schellenhagen                       |
| Zmysłowo              | Zmyslowo                             | Heiter                              |

## Verkehr
Die Autostrada A2 durchzieht die Gemeinde im Norden. Im Hauptort kreuzen sich die Landesstraße DK11 und die Woiwodschaftsstraße DW432.
An der Bahnstrecke Kluczbork–Posen besteht neben dem Bahnhof im Hauptort eine Station in Pierzchno.
Der nächste internationale Flughafen ist Posen.